# 대한민국 형사소송법 제13조
대한민국 형사소송법 제13조는 관할의 경합에 대한 형사소송법의 조문이다.

## 조문
제13조(관할의 경합) 동일사건이 사물관할을 같이하는 수개의 법원에 계속된 때에는 먼저 공소를 받은 법원이 심판한다. 단, 각 법원에 공통되는 직근 상급법원은 검사 또는 피고인의 신청에 의하여 결정으로 뒤에 공소를 받은 법원으로 하여금 심판하게 할 수 있다.

第13條(管轄의 競合) 同一事件이 事物管轄을 같이하는 數個의 法院에 係屬된 때에는 먼저 公訴를 받은 法院이 審判한다. 但, 各 法院에 共通되는 直近 上級法院은 檢事 또는 被告人의 申請에 依하여 決定으로 뒤에 公訴를 받은 法院으로 하여금 審判하게 할 수 있다.

## 참고 문헌
- 손동권 신이철, 새로운 형사소송법(초판, 2013), 세창, 2013. ISBN 9788984114081

## 같이 보기
- 관할
- 토지관할